# Torreycactus conothelos
Torreycactus conothelos là một loài thực vật có hoa trong họ Cactaceae. Loài này được (Regel & Klein) Doweld mô tả khoa học đầu tiên năm 2000.